# Leucospis carinifera
Leucospis carinifera är en stekelart som beskrevs av Joseph Kriechbaumer 1894. Leucospis carinifera ingår i släktet Leucospis och familjen Leucospidae.
Artens utbredningsområde är Moçambique. Inga underarter finns listade i Catalogue of Life.